# Фолкстон (Джорджія)
Фолкстон (англ. Folkston) — місто (англ. city) в США, в окрузі Чарльтон штату Джорджія. Населення — 4464 особи (2020).

## Географія
Фолкстон розташований за координатами 30°50′21″ пн. ш. 82°0′26″ зх. д. / 30.83917° пн. ш. 82.00722° зх. д. (30.839249, -82.007248).  За даними Бюро перепису населення США в 2010 році місто мало площу 10,86 км², уся площа — суходіл.

## Демографія
Згідно з переписом 2010 року, у місті мешкали 2502 особи в 892 домогосподарствах у складі 621 родини. Густота населення становила 230 осіб/км².  Було 997 помешкань (92/км²).
Расовий склад населення:
| - 50,1 % — чорних або афроамериканців - 45,8 % — білих - 1,1 % — азіатів - 0,1 % — корінних американців |

До двох чи більше рас належало 2,5 %. Частка іспаномовних становила 1,0 % від усіх жителів.
За віковим діапазоном населення розподілялося таким чином: 26,3 % — особи молодші 18 років, 59,1 % — особи у віці 18—64 років, 14,6 % — особи у віці 65 років та старші. Медіана віку мешканця становила 38,4 року. На 100 осіб жіночої статі у місті припадало 90,0 чоловіків;  на 100 жінок у віці від 18 років та старших — 83,7 чоловіків також старших 18 років.
Середній дохід на одне домашнє господарство  становив 47 103 долари США (медіана — 31 818), а середній дохід на одну сім'ю — 61 392 долари (медіана — 53 556). Медіана доходів становила 28 911 долар для чоловіків та 30 307 доларів для жінок. За межею бідності перебувало 22,0 % осіб, у тому числі 35,1 % дітей у віці до 18 років та 12,5 % осіб у віці 65 років та старших.
Цивільне працевлаштоване населення становило 1462 особи. Основні галузі зайнятості: освіта, охорона здоров'я та соціальна допомога — 30,0 %, науковці, спеціалісти, менеджери — 8,2 %, виробництво — 8,0 %.

## Відомі уродженці
- Річард Ешворт (нар. 1947) — британський політик.